# Léon Rossi
Léon Honoré Rossi (Villefranche-sur-Mer, 2 novembre 1923 – Nizza, 19 marzo 2007) è stato un allenatore di calcio e calciatore francese, di ruolo centrocampista.

## Carriera
Da calciatore, ha militato prevalentemente nella seconda divisione francese, totalizzando 204 presenze e 21 reti in otto stagioni. Ha disputato anche 100 incontri di prima divisione con la maglia del Nizza, con cui vinse due titoli nazionali consecutivi nelle stagioni 1950-1951 e 1951-1952.

## Palmarès

### Calciatore
- Campionato francese: 2

Nizza: 1950-1951, 1951-1952
- Coppa di Francia: 1

1951-1952
- Campionato francese di seconda divisione: 2

Nizza: 1947-1948
Tolosa: 1952-1953

### Allenatore
- Campionato francese di seconda divisione: 1

1969-1970